# Temple Presbiteri de Cotlliure
El Temple Presbiteri de Cotlliure és l'església que acull la comunitat protestant de la vila de Cotlliure, a la comarca del Rosselló, de la Catalunya del Nord. Pertany a l'Església Protestant Unida de França, creada l'any 2012 per unió de les confessions luterana i reformada, existents per separat des del segle xvi.
Està situada ben bé al centre de la vila de Cotlliure, en el número 2 del carrer del Temple, carrer paral·lel, en el seu primer tram, a l'avinguda del General de Gaulle, que és un dels trams del traçat vell de la carretera D - 114 en el seu pas pel centre de la vila. És a 160 metres al sud-oest de la Casa del Comú de la vila i a 125 al sud del cementiri, amb la façana davant del giratori d'on parteix el carrer que mena als dos llocs que s'acaben d'esmentar, al castell i a la vila vella de Cotlliure.

## L'edifici
Es tracta d'un petit edifici d'una sola nau, orientat de sud-oest a nord-est, amb la façana en el número 2 del carrer del Temple. Té la típica distribució interna d'un temple protestant, amb un vestíbul davant de la sala de cultes i el presbiteri, amb el baptisteri al centre, lleugerament elevat damunt de l'espai amb el púlpit on se situa el pastor que presideix el culte. Completen el conjunt diverses sales per a les diferents activitats de l'església.